# Dicrotendipes fusciforceps
Dicrotendipes fusciforceps är en tvåvingeart som först beskrevs av Jean-Jacques Kieffer 1921.  Dicrotendipes fusciforceps ingår i släktet Dicrotendipes och familjen fjädermyggor.
Artens utbredningsområde är Polen. Inga underarter finns listade i Catalogue of Life.